# Science Fiction (宇宙からの物体Xのアルバム)

『SCIENCE FICTION(S.F.)』（サイエンス・フィクション）は、「鈴木慶一とムーンライダーズ」が「宇宙からの物体X」という変名で、1978年6月25日に発表したアルバム。

## 解説
ムーンライダーズとしては、2作目『Istanbul mambo』（1977年10月25日発売）と3作目『NOUVELLES VAGUES』（1978年12月25日発売）の中間時期に発表された。
「SFという言葉を使って（2作目の）無国籍から脱出し、（3作目の）ニューウェイヴをちゃんとやる準備に入る（ための習作だった）」と、鈴木慶一は後年（2006年11月7日）のインタビューで今作の重要性を位置づけている。
企画の発端は元ロキシー・ミュージックのブライアン・イーノが参加した『ピーターと狼』(セルゲイ・プロコフィエフ作「ピーターと狼」をロック･アレンジで再現した1975年作品）のように、色々なアーティストが参加したアルバムを作りたくなった。ムーンライダーズの初代ディレクター中根康旨が興味を示し、それぞれのアルバムでテーマを決め、シリーズ化をしようということでに3つ目までは決まっていた（SF、ホラー、映画音楽）。映画音楽のテーマは、5作目の『カメラ＝万年筆』（1980年8月25日発売）へと発展。
空前のSFブームであったが、最新のSF映画や作品ではなく、幻想作家レイ・ブラッドベリをはじめとした自身の子ども時代のノスタルジックなSF原体験をアルバムに反映させている。レコード発売時のセルフ・ライナーノーツのタイトルは「ロはロックのロ」（ブラッドベリの短編集『ウは宇宙船のウ』のモジリ）であるし、バンド名の「宇宙からの物体X」もハワード・ホークス制作のSFホラー映画『遊星よりの物体X』(1951年）という邦題を捻ったもの。
当時プログレやフュージョンにはまっていた鈴木慶一は、白井良明やかしぶち哲郎の作曲家としての側面に光を当て、ムーンライダーズの作品からはみ出た部分を形したいという要求があった。それもあり、かしぶち哲郎が共同プロデューサーになっている。サブカル月刊雑誌『ビックリハウス』の代表・萩原朔美に作詞を、その表紙絵を描いていた鴨沢祐仁にジャケット・イラストを頼む。
ムーンライダーズらレコーディングに参加したメンバーが多くの変名でクレジットされたのは、同じく多数の変名を操る大瀧詠一的な発想であり、シンセサイザー類の多用に加え、音響的な実験をしたことなども含め、プロデュース業の最初の学習の場であった。

## 収録曲

### Side A
1. HAL9000  –  (2:54)
作詞・編曲：鈴木慶一
2. 地球脱出  –  (4:12)
作詞･作曲・編曲：鈴木慶一
3. ロボットの私  –  (4:43)
作詞：萩原朔美、作曲：橿渕哲郎、編曲：鈴木慶一
4. S.F.少年  –  (3:55)
作詞：萩原朔美、作曲･編曲：鈴木慶一

### Side B
1. スター・タップ  –  (3:12)
作曲：橿渕哲郎、編曲：鈴木慶一
2. 地球に墜ちてきた記憶  –  (3:46)
作詞：萩原朔美、作曲･編曲：鈴木慶一
3. ナスカ平原  –  (6:46)
作曲：白井良明、編曲：鈴木慶一
4. 木星の海・火星の嵐  –  (3:15)
作曲：白井良明、編曲：鈴木慶一

## レコーディング・メンバー

### HAL9000
- Vocals: 大野方栄、木村誠、HAL9001（鈴木慶一）、Flash Gordon III（武川雅寛）
- Other Instrument: 鈴木慶一
- Thanks to: Space Lion

### 地球脱出
- Drums: Ted Kasim（橿渕哲郎）
- Bass: 入谷栗夜勤（鈴木博文）
- 6 & 12 Strings Guitar: 水天宮参助（白井良明）
- Piano: 玉葱博士（岡田徹）
- Synthesizer: 長葱男爵（鈴木慶一）
- Turning Meter's Solo: 鈴木慶一
- Percussions: 木村kimch誠（木村誠）
- Backgrond Vocals: 大野方栄、木村kimch誠、Flash Gordon III（武川雅寛）、鈴木慶一
- Lead Vocal & Harmonized Choir: 長葱男爵

### ロボットの私
- Moog & Drums: Ted Kasim（橿渕哲郎）
- Bass: 入谷栗焼（鈴木博文）
- Acoustic Guitar: 水天宮参助（白井良明）
- Piano, Moog III, Roland Strings: 玉葱博士（岡田徹）
- Moog III: 木村kimch誠（木村誠）
- Harnonicas: アリちゃん（松田幸一）
- Storm: Ted Kasim
- Vocals: 大野方栄

### S.F.少年
- Drums: Ted Kasim（橿渕哲郎）
- Bass: 入谷鬼子母神（鈴木博文）
- Guitars: 水天宮参助（白井良明）
- Piano: 玉葱博士（岡田徹）
- Fender Rhodes: メリー上田（ライオン・メリー）
- Percussion & Lead Vocal: 木村誠
- Female Vocals: 大野方栄
- Strings Arrangment (& Conducted): 武川雅寛
- Strings: 湘南ストリングス

### スター・タップ
- Drums: Ted Kasim（橿渕哲郎）
- Bass: 入谷栗焼（鈴木博文）
- Guitars: シラノ・ド・参助（白井良明）
- Piano & Moog III: 玉葱博士（岡田徹）
- Electric Violins: Flash Gordon III（武川雅寛）
- Percussion: 木村kimch誠（木村誠）

### 地球に墜ちてきた記憶
- Drums: Ted Kasim（橿渕哲郎）
- Bass: 入谷栗焼（鈴木博文）
- 6 & 12 Strings Guitar: 無頼漢銘（白井良明）
- Piano: 玉葱博士（岡田徹）
- Korg: 長葱男爵（鈴木慶一）
- Percussion: 木村kimch誠（木村誠）
- Vocals: 木村誠、大野方栄、長谷寺男（武川雅寛）
- Choir: 怖い屋少年少女合唱団（不明）

### ナスカ平原
- Drums: 荒巻竜五郎（橿渕哲郎）
- Bass: 獅子口猛（鈴木博文）
- Guitars: 大上段刺殺人（白井良明）
- Keyboards: 元気興奮ノ助（鈴木慶一）
- Synthesizer: 油山肉夫（岡田徹）
- Electric Violin: 箱根山富士男（武川雅寛）
- Percussion: 牛島丼ノ進（木村誠）

### 木星の海・火星の嵐
- Acoustic Guitar: 火星人ビェビ（白井良明）
- Violin: 木星ドゥド（武川雅寛）

## クレジット
- Produced by 鈴木慶一
- Co-Produced by 橿渕哲郎
- Moog III Programming: 松武秀樹
- Orchestra Arranged and Conducted by 武川雅寛
- Engineerd by 山崎聖次
- Assistant Engineerd by 市村隆史
- Recorded and Mixed at Crown Studio.Tameike, Feb/1978
- Equipment by 辻川慶一郎
- Management by 上村律夫
- Sleeve Design and　Illustration by 鴨沢祐仁
- Drawing by 大島美智子
- Directed by 中根康旨
- Special Thanks to 萩原朔美